# Минги
Ми́нги (от тюрк. минг — тысяча) — средневековое племя, образованное вначале как военная единица.
Самое раннее упоминание о мингах относится к XV веку. По вопросу их происхождения существуют различные версии.
Племя минг вошло в состав татар, башкир, киргизов, узбеков, каракалпаков, ногайцев.
Название племени Минг появляется в XV веке, когда этот термин использовали к группам родов, разбросанным на огромном пространстве Азиатского материка. Г. Е. Грумм-Гржимайло относил их к племенам «неизвестного происхождения».
Слово минг было заимствовано из древнетюркского языка в монгольские языки. В эпоху Монгольской империи тысяча воинов составляли средневековую военную единицу минг или «мянгат» (тысячи), которые объединялись в «тумэн». Корень «минг» венгерский исследователь Г. Вамбери производил от тюркского слова минг — (тысяча).
Мысль о монгольском происхождении мингов была высказана Г. Н. Потаниным. Он считал, что минги — потомки монгольского народа мынг, известного в позднее время под названием мингат. По Г. Е. Грумм-Гржимайло, если же минг то же, что мингат, то части этого племени были отброшены на запад, где вошли в XIV веке в узбекский союз.
По данным переписи населения Таджикистана 2010 года, численность мингов в стране составила 268 человек (по переписи 2000 года — 243 человека, по советским переписям учитывались в составе узбеков).

## МингиМавераннахра
По преданиям, история мингов была связана с такими племенами как кырк и юзы, что, может свидетельствовать тюркской основе их происхождения. Исследователь Ч. Валиханов зафиксировал предания о 96 узбекских племенах, в число которых входили: минги, юзы и кырки. По его мнению, они являлись потомками древних тюрков.
В тимуридскую эпоху отдельные группы мингов жили в Мавераннахре. В начале XVI века некоторые группы мингов входили в состав войска Шейбани-хана при походе из Дашти-Кипчака на Мавераннахр. Многочисленные письменные источники указывают на большую численность узбеков-мингов в XVI в. в Ферганской и Зеравшанской долинах, Джизаке, Ура-Тюбе. Беки Ура-Тюбе и Ургутa были из рода мингов. В бассейне Зеравшана узбеки-минги были также многочисленны.
В царствование Абдулла-хана II, во второй половине XVI столетия, часть мингов и притом родовитых и богатых, вследствие притеснений со стороны правительства, оставила берега Зерафшана и перекочевала на Аму-Дарью, к стороне Балха. В это же царствование оставшиеся в Заравшанском бассейне минги, по преимуществу бедные, заняли Ургутский туман.
Во второй половине XVI в. часть их откочевала отсюда в сторону Балха, а оставшиеся заняли юго-восточные районы оазиса, предгорные районы Зеравшанского хребта и верхнего течения Казанарыка.
В XVIII в. узбекский род мингов стал правящей династией в Кокандском ханстве.
Узбеки-минги жили в юго-восточной части Заравшанского округа и в аму-дарьинском бассейне около Гиссара, Байсуна; Ширабада, Дейнау, Балха, в Кундузских владениях и в Хивинском ханстве.

## МингиУрало-Поволжья
Этнически происходят от монгольских и тюркских племён Южной Сибири, Алтая и Центральной Азии, откочевавших в начале 2‑го тыс. н.э. в низовья реки Сырдарья и в Приаралье. На формирование племени Мин оказало влияние проживание в среде иранских, угорских и тюрко‑печенежских племён Приаралья, а позже в составе союза кипчакских племён Прикаспия и Приуралья (Дешт-и-Кипчак). В 13-14 веках минцы (минги) входили в состав Улуса Джучи. Во 2‑й половине 14 века мигрировали в Предуралье и расселились в нижнем течении реки Ик, в долинах рек Мензеля и Сюнь, а в 15-16 веках в бассейне реки Дёма и в районе слияния рек Уфа и Белая. После присоединения Башкортостана к России вотчинные земли племени составили Минскую волость Ногайской даруги. По данным российского историка XVIII века Петра Рычкова, в середине 18 века насчитывалось 477 дворов минцев. В конце 18-19 веков территория расселения племени входила в Белебеевский, Мензелинский, Стерлитамакский и Уфимский уезды, а в период кантонной системы управления — во 2‑й, 3‑й, 5‑й, 7‑й, 8‑й, 9‑й, 11‑й кантоны (к нач. 40‑х годов 19 века).
Ныне территории расселения племени Мин входят в Альшеевский, Аургазинский, Бакалинский, Белебеевский, Бижбулякский, Благоварский, Благовещенского, Буздякского, Давлекановского, Иглинский, Кармаскалинский, Миякинский, Стерлитамакский,  Туймазинский,  Уфимский, Чишминский районы Республики Башкортостан, в Красноговардейский район Оренбургской области, а также в ряд населенных пунктов Минзелинского, Сармановского, Тукаевского районов Республики Татарстан.